# Marché de la gare de Tallinn-Baltique
Le marché de la gare de Tallinn-Baltique (en estonien : Balti jaama turg) est un marché situé à Tallinn en Estonie.

## Présentation
Le marché est situé à proximité de la gare de Tallinn-Baltique dans le quartier Kopli de l'Arrondissement de Tallinn-Nord. 
Le marché a ouvert en 1993. Le marché est géré par Balti Jaama Turg OÜ, membre du groupe Astri (et).
Le marché a été reconstruit en 2016-2017. 
Plus de 200 commerçants vendent sur le marché de la gare de la Baltique et sa superficie est de 19 458 m2.

## Accès
Les bus des lignes 21, 21b, 41, 41b, 43, 59 et 66 passent par l'arrêt Balti Jaam.
Les lignes 1 et  2 du tramway de Tallinn desservent les arrêts Balti Jaam et Telliskivi.

## Galerie

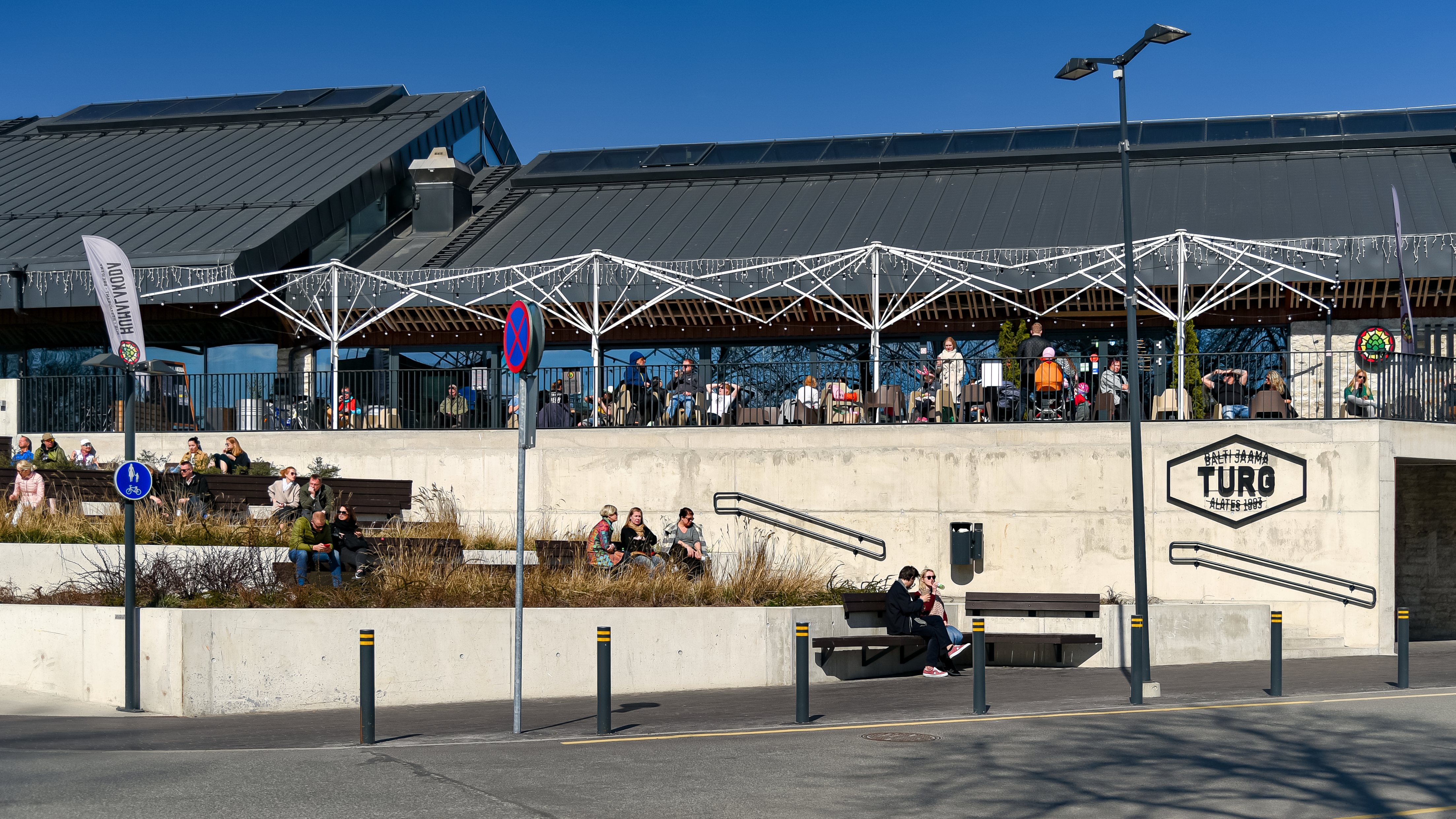
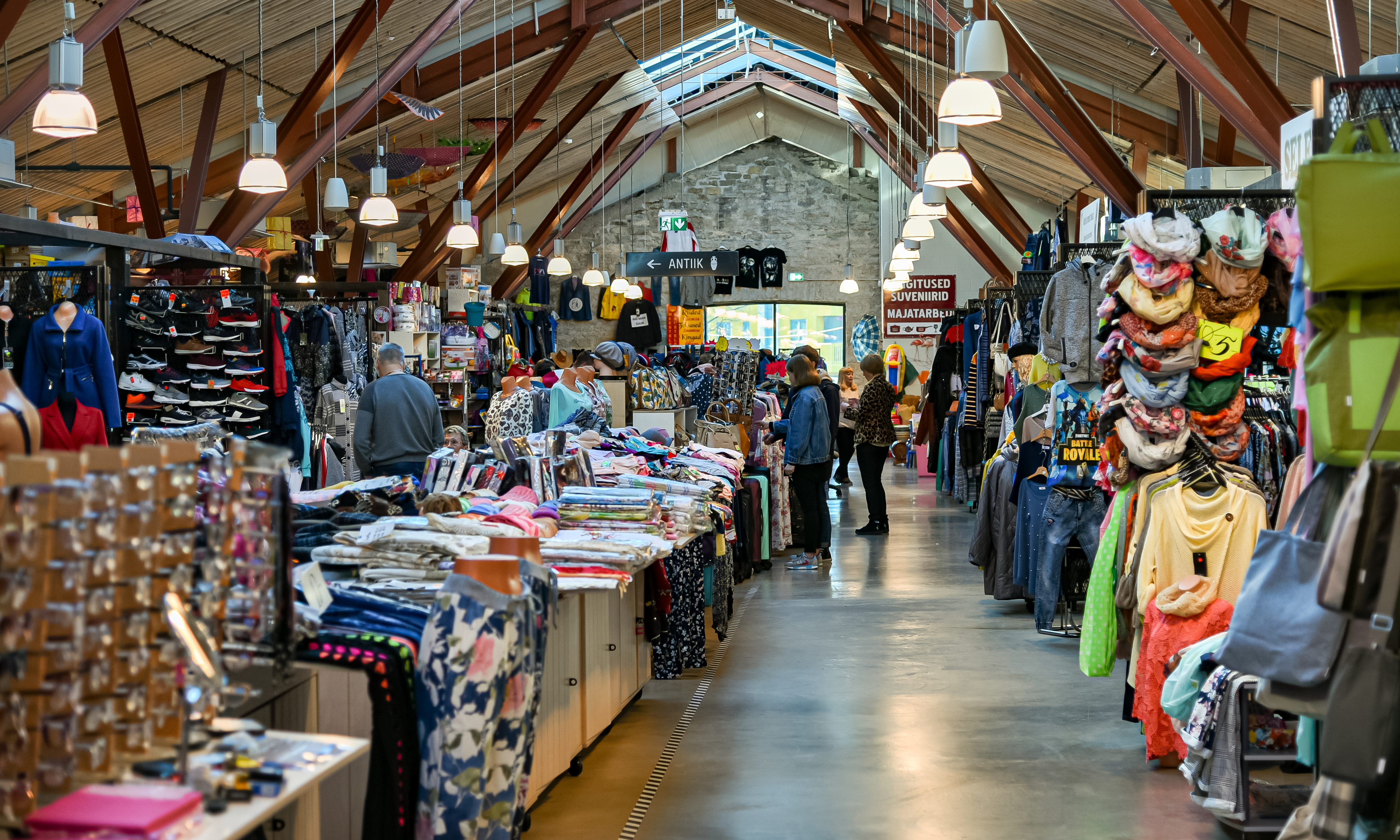
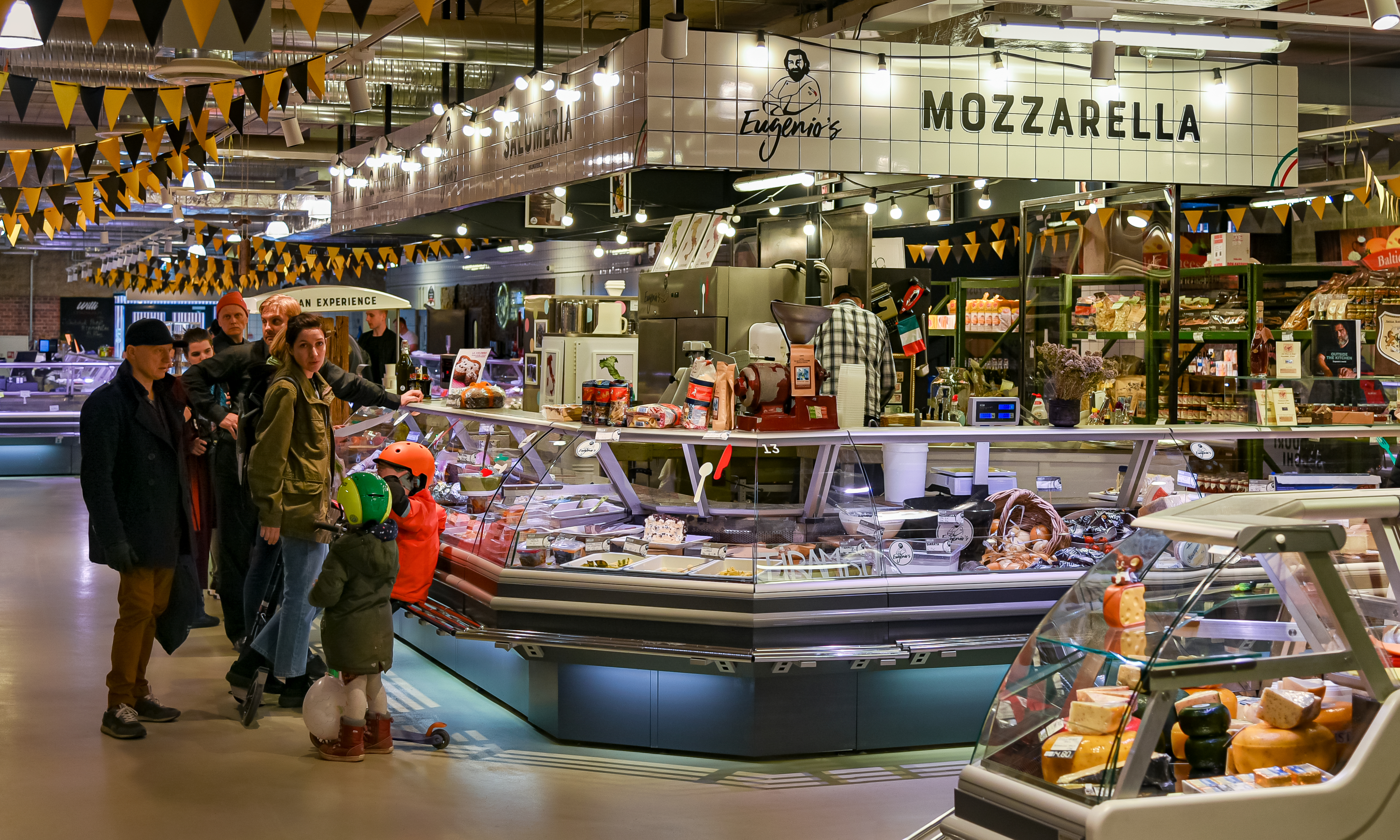